# Peter Gunn
A Peter Gunn egy (még fekete-fehérben forgatott) amerikai televíziós sorozat. Főszereplője egy magánnyomozó volt. A sorozatot az NBC, majd az ABC sugározta 1958–1961 között. Az egyes epizódokat sok mindenki rendezte, köztük nagy nevek is, mint például Robert Altman.
Összesen 114 harminc perces epizód készült.
A sorozatot mára az Emmy- és Grammy-díjas zene, különösen a  Peter Gunn Theme című szám teszi emlékezetessé, melyet (és a sorozat teljes zenéjét) Henry Mancini szerzett. A dal az örökzöldek közé került,  jazz-, rock-, és blueszenészek egyik kedvence lett.
Előadta például Duane Eddy és meghatározó melódia a Blues Brothers című filmben is.